# Vitor Tavares
Vitor Gonçalves Tavares (Curitiba, 7 de março de 1999) é um atleta brasileiro paralímpico da modalidade Badminton. Ele é cinco vezes medalhista mundial e campeão dos Jogos Parapan-Americanos de 2019. Ele competiu nos Jogos Paralímpicos de Verão de 2020 e nos Jogos Paralimpicos de Verão de 2024, obtendo a medalha de bronze, na classe SH6 (baixa estatura).

## Biografia
O atleta possui hipocondroplasia congênita, popurlamente conhecida como nanismo. Em 2016, ele conheceu o badminton paraolímpico no colégio, por meio de um professor que dava aulas para crianças e atletas de alto rendimento e o convidou para praticar a modalidade. Desde então, Vitor alcançou medalhas em competições internacionais.

### Principais Conquistas
- Prata no individual SH6 nos Jogos Parapan-Americanos de Santiago 2023
- Quarto colocado nos Jogos Paraolímpicos de Tóquio
- Medalha de bronze no individual e prata nas duplas no Mundial de badminton em Tóquio 2022
- Bronze no individual e ouro nas duplas no Pan-Americano de Cali 2022
- Três medalhas de bronze no Campeonato Mundial da modalidade na Suíça em 2019
- Ouro no individual nos Jogos Parapan-Americanos de Lima 2019
- Ouro no individual e na dupla no Pan-Americano da modalidade de 2018, em Lima.[4]